# Akilles
För andra betydelser, se Akilles (olika betydelser).

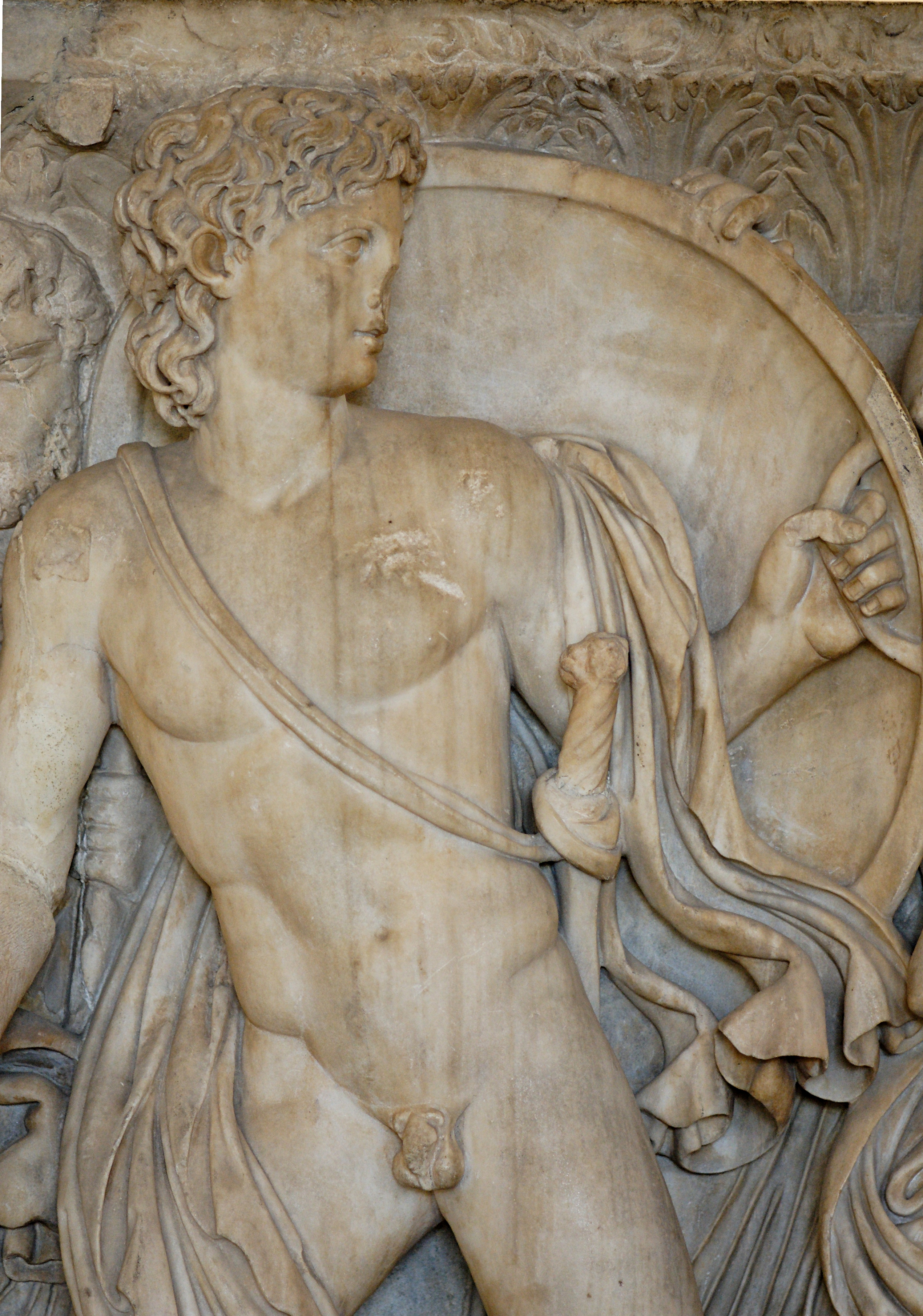
Akilles.

Akilles (grekiska Ἀχιλλεύς), även transkriberat Akilleus var en av de största hjältarna i den grekiska mytologin, och huvudperson i Homeros verk Iliaden.
Akilles var son till Peleus, myrmidonernas kung, och havsnymfen Thetis. Både Zeus och Poseidon hade tidigare strävat efter Thetis hand, tills ett orakel avslöjade att hon skulle bära en son som skulle överglänsa sin far. Enligt legenden försökte Thetis göra Akilles osårbar, i en version genom att sänka ner honom i floden Styx vid porten till underjorden. Hon höll honom dock i hälen, som då den inte doppades i vattnet, blev hans enda sårbara punkt, hans akilleshäl. Enligt en tidigare version smorde hon honom i ambrosia och lade honom på en eld för att bränna bort alla hans dödliga delar. Peleus gav honom till kentauren Keiron för att uppfostras.
Siaren Kalkas förutspådde att akajerna inte skulle kunna vinna det trojanska kriget utan Akilles, men hans mor visste att om han deltog i kriget skulle han dö. Därför gömde hon honom i Lykomedes hov på Skyros, där han med Deidamea fick sonen Neoptolemus. Han upptäcktes dock av hjältarna Odysseus, Ajax och Phoenix, som förklädda låtsades sälja vapen och smycken, och Akilles avslöjade sig genom att undersöka fel varor. Efter smärre övertalning reste han sedan till Troja, tillsammans med sin älskare Patroklos och sin lärare Phoenix. 

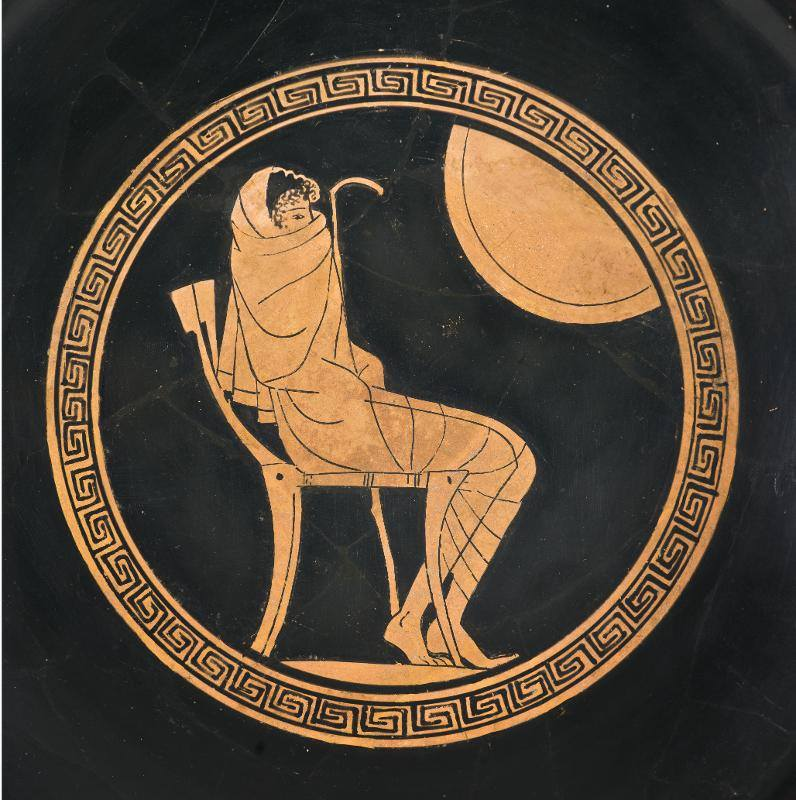
Sittande Akilles svept i en himation, avbildad på en grekisk kylix från ca 500 f Kr

Under trojanska kriget kämpade Akilles styrkor i tjugotre städer i Trojas omgivningar , bland andra Lyrnessos där han tillfångatog Briseis och tog henne som sin konkubin. Under tiden tillfångatog Agamemnon en kvinna vid namn Kryseis, och hånade hennes far Kryses, en präst av Apollon genom att avslå den erbjudna lösesumman. Som straff sände Apollon en pest i det akajiska lägret, och Akilles övertalade Agamemnon att återlämna Kryseis. Agamemnon krävde dock Briseis som kompensation för detta, och Akilles blev rasande och vägrade efter detta strida för Agamemnon. Patroklos tog på sig Akilles pansar, och blev dödad av den trojanske prinsen Hektor i Akilles ställe. Efter att hans mor givit honom ett nytt pansar gjort av Hefaistos utmanade Akilles sedan Hektor på envig, dödade honom och släpade hans kropp efter sin vagn tre varv runt Patroklos gravbål. Trots det kom Hektors far in i Akilles tält och kysste "hans mordiska händer" som hade tagit hans sons liv. Då slocknade hatet hos Akilles och han lät Hektor få en värdig begravning.
Kort efter Hektors död besegrade Akilles ytterligare tre hjältar, men dödades av Hektors bror Paris, enligt en version med en pil i hälen, enligt en annan med ett dolkhugg i ryggen när han besökte Polyxena, en trojansk prinsessa. Båda versionerna förvägrar Paris någon ära för dådet, och Akilles förblir obesegrad i strid. Hans skelett blandas med Patroklos.
Efter hans död hamnade Odysseus och Ajax i fejd om vem som skulle föräras Akilles pansar. Odysseus tilldelas pansaret, och Ajax blev då vansinnig av skammen och begick självmord.
I Iliaden är Akilles en av de två hjältar som beskrivs som gudalika, dels på grund av sin förmåga i strid, dels på grund av sin strävan efter perfektion och likt en gud nästan totala brist på respekt för liv.
I Odysséen finns en passage där Odysseus besöker underjorden och talar med de döda. En av dessa är Akilles, som när han hälsas med "välsignad i livet, välsignad i döden" svarar att han hellre skulle vara slav än död. Detta kan tolkas på flera sätt, dels som ett förnekande av hans liv som krigare, dels som en förorättad reaktion på att hans död trivialiserats.